# Metanephrops australiensis
Metanephrops australiensis е вид ракообразно от семейство Омари (Nephropidae).

## Разпространение
Видът е разпространен в Западна Австралия.